# Monocerotesa maculata
Monocerotesa maculata là một loài bướm đêm trong họ Geometridae.